# Wolfurt
Wolfurt là một đô thị ở Bregenz trong bang Vorarlberg nước Áo. Đô thị này có diện tích 10  km², dân số cuối năm 2005 là 434 người.